# Marie Fabien Raharilamboniaina
Marie Fabien Raharilamboniaina OCD (Ambohijanahary, 20 de janeiro de 1968) é um ministro malgaxe e bispo católico romano de Morondava.
Marie Fabien Raharilamboniaina ingressou na Congregação dos Carmelitas Descalços, fez a profissão em 8 de setembro de 1990 e foi ordenado sacerdote em 5 de julho de 1997.
Papa Bento XVI nomeou-o Bispo de Morondava em 26 de fevereiro de 2010. Seu predecessor como Bispo de Morondava, Donald Joseph Leo Pelletier MS, o consagrou em 16 de maio do mesmo ano; Co-consagradores foram Gilbert Guillaume Marie-Jean Aubry, Bispo de Saint-Denis-de-la-Réunion, e Fulgence Rabeony SJ, Arcebispo de Toliara.
Desde novembro de 2021, é Presidente da Conferência Episcopal de Madagascar. 